# Precedent book
Um Precedent book (livro de precedentes) é um documento que registra precedentes processuais, legais ou constitucionais.
Tal livro pode ter efeitos constitucionais significativos, como o Precedent Book (ou Rule book) do Reino Unido,  escrito pelo Gabinete do Governo desde 1977.  Seus arquivos estão sujeitos a encerramento por 30 anos, salvo indicação em contrário. 